# Stictopleurus intermedius
Stictopleurus intermedius är en insektsart som först beskrevs av Baker 1908.  Stictopleurus intermedius ingår i släktet Stictopleurus och familjen smalkantskinnbaggar. Inga underarter finns listade i Catalogue of Life.